# Зизенхайм, Франк
Франк Зизенхайм (нем. Franc Siezenheim, также Франк (Эрбард) Зизенхаймб, (предполагаемые псевдонимы Йожеф Зизенчели, Йошеф Сизенчелли, Сизенталь) (26 октября 1658, Любляна — 5 ноября 1714, Любляна, Крайна) — словенский теолог, проповедник и поэт, проживавший в герцогстве Карниола.
Он был иезуитским профессором поэтики и проповедником в Люблянском соборе. Ему приписывается авторство первой словенской поэтической оды, адресованной Янезу Вайкарду Вальвасору и подписанной псевдонимом Йожеф Зизенчели. Ода, озаглавленная Častitno vošejne te Krajnskne dežeje (из-за неправильной транслитерации оригинального названия в Богоричице в литературе часто встречается написание Pročetno vošejne) была впервые опубликована на латыни в 1687 г.), а затем опубликована на словенском в 1689 г. перед введением к энциклопедии Слава герцогства Карниола. Ода посвящена восхвалению величия этого труда Вальвазора, она состоит из четырех строф и принадлежит к лучшим образцам словенской поэзии XVII века
.